# Perophora psammodes
Perophora psammodes är en sjöpungsart som först beskrevs av Sluiter 1895.  Perophora psammodes ingår i släktet Perophora och familjen Perophoridae. Inga underarter finns listade i Catalogue of Life.